# Langley (Columbia Britannica)
Langley è una città della Columbia Britannica, in Canada, situata nel distretto regionale di Metro Vancouver.